# Exergie
În termodinamică, exergia unui sistem este lucrul mecanic maxim posibil în cursul unui proces care aduce sistemul în echilibru termodinamic cu o sursă de căldură. Când sursa de căldură este lumea înconjurătoare, exergia reprezintă potențialul unui sistem de a produce o modificare în transformarea în care atinge echilibrul termodinamic cu lumea exterioară. Când sistemul a ajuns la echilibru cu lumea înconjurătoare, exergia devine zero. Determinarea exergiei a fost scopul primar al termodinamicii.